# Menophra confluens
Menophra confluens là một loài bướm đêm trong họ Geometridae.